# Attentat d'Ansbach
L'attentat d'Ansbach a lieu le 24 juillet 2016, lorsque'un kamikaze se fait exploser dans un restaurant à Ansbach en Allemagne. Lui seul a été tué et au moins onze personnes ont été blessées, dont trois grièvement. L'explosion a eu lieu près d'un festival de musique pop rassemblant plus de 2 500 personnes en plein air. L'auteur, un réfugié syrien portant un sac à dos, aurait été vu à proximité du site de l'explosion après avoir été refoulé du festival de musique,.

## Profil de l'auteur
L'auteur de l'attentat-suicide, Mohammad Daleel, est un demandeur d'asile débouté de nationalité syrienne, âgé de 27 ans,. Dans une vidéo retrouvée sur son portable ce dernier renouvelle son allégeance à l'État islamique.
Selon une biographie publiée par al-Nabaa, hebdomadaire officiel de l'État islamique, Mohammad Daleel est originaire d'Alep, il rejoint l'État islamique d'Irak à la fin des années 2000 et prend part à la guerre d'Irak. Il revient ensuite en Syrie et rallie le Front al-Nosra au début de la guerre civile syrienne. Il est blessé à la bataille d'Alep et part en Europe pour se faire soigner. 
Il arrive en Allemagne en 2014. Sa demande d'asile est refusée un an plus tard. Il a des antécédents psychiatriques et avait fait deux tentatives de suicide.

## Revendication
L'attaque est revendiquée le lendemain par l'État islamique via Amaq qui déclare : « Des sources internes ont confirmé à l'agence Amaq que la personne ayant commis une opération-suicide à Ansbach en Allemagne était un soldat de l'État islamique ».